# Tambourine

Capa do single na versão do Reino Unido

"Tambourine" é uma canção da cantora americana Eve, com a participacão de Swizz Beatz, para aquele que seria o quarto álbum de estúdio de Eve, Here I Am (cujo lançamento acabou por ser cancelado). Composta por Eve, Swizz Beatz, e Sean Garrett, a canção tem a amostra da música "Blow Your Whistle" do The Soul Searchers. Foi lançada como single em 17 de Abril de 2007, recolocando Eve como a principal cantora em músicas que cantava em quatro anos.  Em 19 de Abril, a canção debutou na posição 73 na parada da Billboard, Hot R&B/Hip-Hop Songs, onde continuou por um tempo. A canção também esteve disponível no iTunes. No Reino Unido, "Tambourine" debutou no número 38, duas semanas antes do seu lançamento físico. O seu pico foi ao número 18 e foi a sua quinta canção consecutiva a entrar no Top 20 lá. O lado B de "Tambourine" é a canção "Dancefloor", com a participação de Mashonda. Tem também, os vocais de Swizz Beatz, mas não foi creditado.
A canção esteve em filmes como Fantastic Four: Rise of the Silver Surfer, Meet the Spartans, Wild Child e Bride Wars. "Tambourine" também esteve na posição 68 na lista da revista Rolling Stone das 100 melhores canções de 2007, e 70 na lista da MTV Ásia dos 100 sucessos de 2007.

## Remixes
O remix oficial contém novos versos por Swizz Beatz, Missy Elliott, Fabolous, e Eve.

## Vídeo musical
O vídeo musical para "Tambourine" estreou em 24 de Maio de 2007.

## Faixas e formatos
Vinil americano
1. "Tambourine" (editada)
2. "Tambourine" (explícita)
3. "Tambourine" (instrumental)
4. "Tambourine" (a cappella)

Vinil americano
1. "Tambourine" (Remix) (rádio) (com a participação de Fabolous & Missy Elliott)
2. "Tambourine" (Remix) (instrumental)
3. "Tambourine" (Remix) (LP) (com a participação de Fabolous & Missy Elliott)

CD do Reino Unido
1. "Tambourine" (rádio)
2. "Dance Floor" (com a participação de Mashonda)

Vinil do Reino Unido
1. "Tambourine" (rádio)
2. "Tambourine" (álbum)
3. "Tambourine" (instrumental)
4. "Dance Floor" (com a participação de Mashonda)

CD americano
1. "Tambourine" (rádio)
2. "Tambourine" (instrumental)
3. "Tambourine" (álbum)
4. "Tambourine" (vídeo musical)

## Dsempenho nas paradas de sucesso
| Parada (2007)                                    | Melhor posição |
| ------------------------------------------------ | -------------- |
| Canadá - Canadian Hot 100                        | 49             |
| Alemanha - German Singles Chart                  | 78             |
| Irlanda - Irish Singles Chart                    | 16             |
| Reino Unido - UK Singles Chart                   | 18             |
| Estados Unidos - Billboard Hot 100               | 37             |
| Estados Unidos - Billboard Hot R&B/Hip-Hop Songs | 17             |
| Estados Unidos - Billboard Hot Rap Tracks        | 10             |
| Estados Unidos - Billboard Pop 100               | 46             |

## Histórico de lançamento
| Região         | Data                  |
| -------------- | --------------------- |
| Estados Unidos | 17 de Abril de 2007   |
| Reino Unido    | 20 de Agosto de 2007  |
| Alemanha       | 7 de Setembro de 2007 |